# ماورو يورغ
ماورو يورغ هو لاعب هوكي الجليد سويسري، ولد في 29 أبريل 1990 في خور في سويسرا.

## وصلات خارجية
- ماورو يورغ على موقع دوري الهوكي الوطني (الإنجليزية)
- ماورو يورغ على موقع EliteProspects.com (الإنجليزية)
- ماورو يورغ على موقع Eurohockey.com (الإنجليزية)
- ماورو يورغ على موقع HockeyDB.com (الإنجليزية)